# Jasnagar
Jasnagar fou un estat tributari protegit, un jagir feudatari de Jodhpur amb una superfície de 87,5 km². La capital Kalukeki o Jasnagar era propera a Merta (Rajasthan).

## Història
Jasnagar fou concedit a Sir Sukhdeo Prasad Kak pel maharaja de Jodhpur i va portar el nom inicialment de Kalukeki, però fou reanomenat Jasnagar en honor del maharaja Jaswant Singh II. Sukhdeo Prasad Kak va rebre també dos altres jagirs: Gole Sayla [al districte de Jalore] i Rani Kalan al districte de Pali, que van rebre els noms d'Umaidabad i Sardargarh en honor dels maharajàs de Jodhpur. El jagirdar Pandit Shiv Narain Kak va morir el 1892 i el va succeir el seu fill Pandit Sir Sukh Deo Prasad Kak que fou co-primer ministre de Jodhpur del 1900 al 1901, primer ministre de Mewar del 1911 al 1918 i després altre cop als anys trenta (vers 1931-1935), regent de Jodhpur (1918) que va morir el 7 d'octubre de 1935 i el va succeir el seu fill Pandit Dharam Narain Kak, primer ministre de Mewar el 1935 (succeint també en aquest càrrec al seu pare), jagirdar de Soniana per concessió del maharana de Mewar. Va governar fins al 1953 quan els jagirs foren abolits i va morir el 1971.